# 梅曼冰原島峰
71°5′S 66°56′E / 71.083°S 66.933°E
梅曼冰原島峰（英語：Mayman Nunatak）是南極洲的冰原島峰，位於麥克羅伯特森地，屬於查爾斯王子山脈的一部分，根據澳大利亞探險隊拍攝的空中照片繪入地圖，現時由南極條約體系管理。